# Numeri Magi
Numeri Magi (en llatí Numerius Magius, erròniament Juli Cèsar l'anomena Cnaeus Magius) va ser un militar romà originari de Cremona. Formava part de la gens Màgia, una gens romana d'origen plebeu.
Va ser praefectus fabrum a l'exèrcit de Gneu Pompeu quan va esclatar la guerra civil l'any 49 aC. Va ser capturat per les forces de Cèsar quan es dirigia a Brundusium per a reunir-se amb Pompeu i se'l va deixar anar per transmetre a Pompeu (que era a Brundusium) una oferta de pau, que Pompeu va rebutjar.